# Wali Khan-moskee
De Wali Khan-moskee is een 18e-eeuwse moskee in de havenstad Chittagong, in het zuiden van Bangladesh. Het is gelegen in het Chawk Bazar-gebied van de stad.

## Geschiedenis
De moskee werd tussen 1713 en 1716 gebouwd door Wali Beg Khan, een Mogol Faujdar of generaal in Chittagong. Wali Khan, de oprichter van Chawk Bazar, schonk ook land voor het onderhoud van de moskee.